# Federația Astronautică Internațională

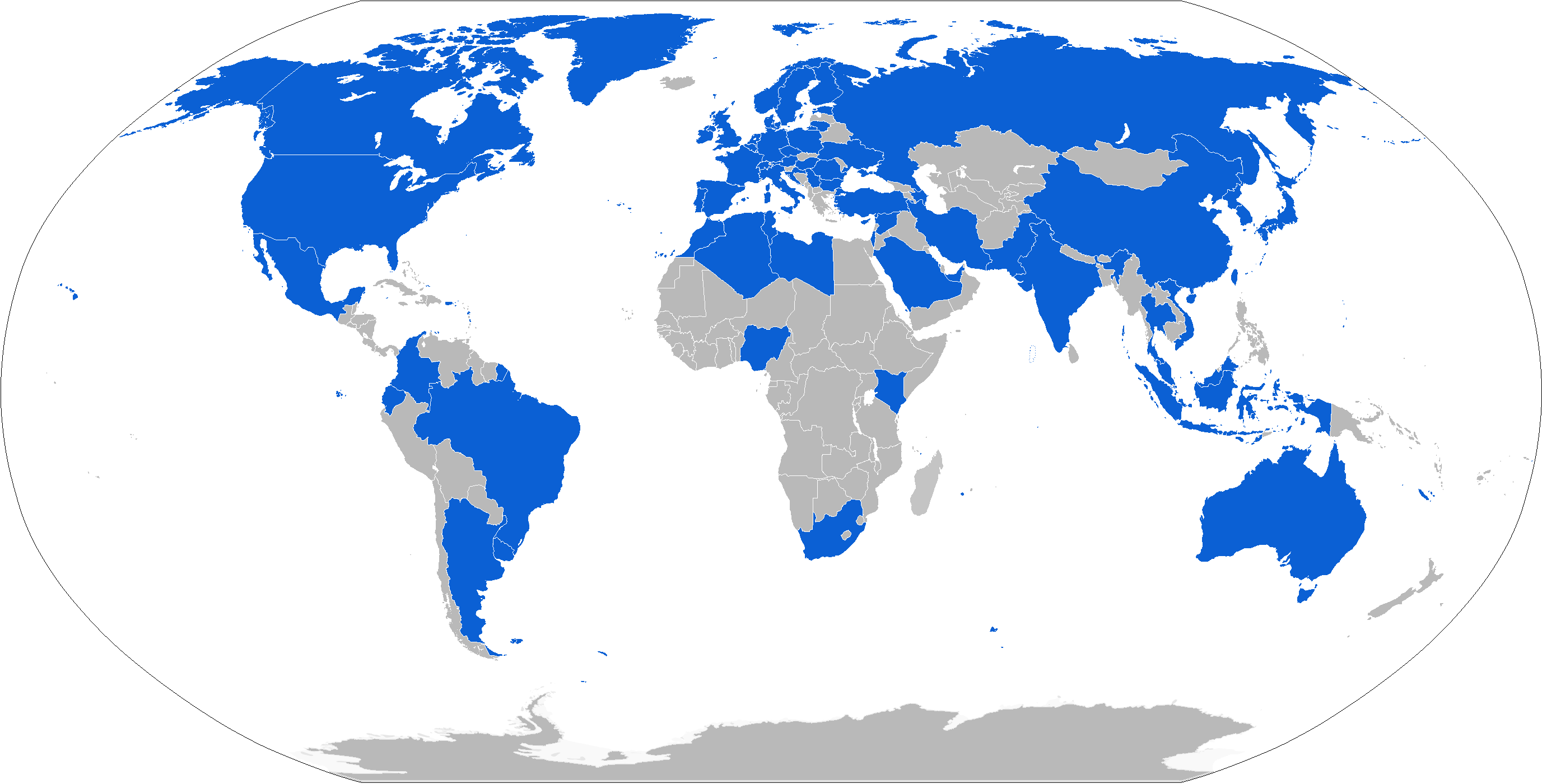
Harta cu țările care găzduiesc membri ai FAI în albastru

Federația Astronautică Internațională (IAF) este o organizație internațională de susținere spațială cu sediul la Paris și fondată în 1951 ca organizație neguvernamentală pentru a stabili un dialog între oamenii de știință din întreaga lume și pentru a stabili informațiile pentru cooperarea spațială internațională. Are peste 390 de membri din 68 de țări din întreaga lume. Acestea provin din agenții spațiale, companii, universități, asociații profesionale, muzee, organizații guvernamentale și societăți savante. IAF organizează anual Congresul Internațional Astronautic (IAC).

## Legături externe
- Site web oficial
- International Astronautical Congress 2013
- International Institute of Space Law Arhivat în 17 august 2022, la Wayback Machine.